# District de Tachov
Le district de Tachov (en tchèque : okres Tachov) est un des sept districts de la région de Plzeň, en Tchéquie. Son chef-lieu est la ville de Tachov.

## Liste des communes
Le district compte 51 communes, dont huit ont le statut de ville (město, en gras) et deux celui de bourg (městys, en italique) :
Benešovice -
Bezdružice -
Bor -
Brod nad Tichou -
Broumov -
Částkov -
Cebiv -
Černošín -
Chodová Planá -
Chodský Újezd -
Ctiboř -
Dlouhý Újezd -
Erpužice -
Halže -
Horní Kozolupy -
Hošťka -
Kladruby -
Kočov -
Kokašice -
Konstantinovy Lázně -
Kostelec -
Kšice -
Lesná -
Lestkov -
Lom u Tachova -
Milíře -
Obora -
Olbramov -
Ošelín -
Planá -
Přimda -
Prostiboř -
Rozvadov -
Skapce -
Staré Sedliště -
Staré Sedlo -
Stráž -
Stříbro -
Studánka -
Sulislav -
Svojšín -
Sytno -
Tachov -
Tisová -
Třemešné -
Trpísty -
Únehle -
Vranov -
Záchlumí -
Zadní Chodov -
Zhoř

## Principales communes
Population des dix principales communes du district au 1er janvier 2024 et évolution depuis le 1er janvier 2023 :	
| Tachov         | 14 468 | en augmentation |
| Stříbro        | 8 145  | en augmentation |
| Planá          | 5 692  | en augmentation |
| Bor            | 5 132  | en diminution   |
| Chodová Planá  | 1 982  | en augmentation |
| Kladruby       | 1 717  | en diminution   |
| Přimda         | 1 621  | en augmentation |
| Staré Sedliště | 1 342  | en augmentation |
| Stráž          | 1 365  | en augmentation |
| Černošín       | 1 199  | en diminution   |